# Jalan Dago
Jalan Dago (vroeger: Dagoweg), ook Jl. Ir. H. Juanda is een straat in Bandung, de hoofdstad van Indonesische provincie West-Java. De straat is gelegen in het noorden van Bandung en is een van de uitvalswegen naar Lembang. De weg is bekend vanwege de vele outletwinkels en restaurants. Ook is het een van de belangrijkste uitgaansplekken in Bandung.
Jalan Dago is ook de toegangsweg naar het Taman Hutan Raya ir. H. Juanda (ook wel: Dago Pakar) park en Curug Dago (Dago-waterval).